# Arícia Pérée
Arícia Fatzaun Pérée (Salvador, 19 de dezembro de 2001) é uma nadadora brasileira. Em 2020, sagrou-se vencedora da travessia Itaparica - Salvador (antiga travessia Mar Grande - Salvador).

## Trajetória
Filha de um ex-atleta da seleção belga de natação, Arícia Pérée iniciou no esporte aos seis anos de idade. Aos 10 anos, ela já liderava o ranking brasileiro dos 100, 200, 400 e 800 metros, porém sua evolução se deu nas provas mais longas, 800 e 1500 metros, e na maratona aquática.
Além de diversas vezes campeã brasileira, Arícia, com apenas 13 anos já consagrou-se campeã mundial sub 15 dos 800 metros livre no campeonato Multination Youth Meet 2015 em Oeiras, Portugal.
Em 2017, com apenas 15 anos, Arícia disputou as provas de 400, 800 e 1500 m do Mundial de Natação Júnior, competição para mulheres de até 17 anos. No ano seguinte, alcançou a nona colocação na prova de 7500 m desta mesma competição.
No ano de 2019, Arícia venceu o Campeonato Brasileiro Interclubes – Copa CBC de Maratonas Aquáticas. Nos Jogos Sul-Americanos de Praia, sediado em Rosário, Argentina, conquistou o terceiro lugar na prova de 5 quilômetros da Maratona Aquática, além da medalha de prata no revezamento misto.
Em 19 de dezembro de 2020, exatamente no dia em que completou 19 anos, Arícia sagrou-se campeã da travessia Itaparica - Salvador, novo nome da tradicional travessia Mar Grande - Salvador, prova de 12 km disputada na Baía de Todos os Santos.